# Novi Zdenkovac
Novi Zdenkovac falu Horvátországban, Pozsega-Szlavónia megyében. Közigazgatásilag Cseglényhez tartozik.

## Fekvése
Pozsegától légvonalban 32, közúton 43 km-re keletre, községközpontjától  légvonalban 8, közúton 10 km-re keletre, a Krndija-hegység déli lejtőin fekszik.

## Története
A település 1922-ben kezdett kialakulni Zdenkovac területén. Első lakói a horvát Tengermellékről, Jablanac és Szentgyörgy környékéről érkezett erdei munkások voltak.  Lakosságát 1948-ban számlálták meg először önállóan, akkor még 149-en lakták. Számuk azóta folyamatosan csökken. 1991-től a független Horvátországhoz tartozik. 1991-ben teljes lakossága horvát nemzetiségű volt. 2011-ben a településnek 10 lakosa volt, többnyire idős emberek.

## Lakossága
| Lakosság változása | Lakosság változása | Lakosság változása | Lakosság változása | Lakosság változása | Lakosság változása | Lakosság változása | Lakosság változása | Lakosság változása | Lakosság változása | Lakosság változása | Lakosság változása | Lakosság változása | Lakosság változása | Lakosság változása | Lakosság változása |
| ------------------ | ------------------ | ------------------ | ------------------ | ------------------ | ------------------ | ------------------ | ------------------ | ------------------ | ------------------ | ------------------ | ------------------ | ------------------ | ------------------ | ------------------ | ------------------ |
| 1857               | 1869               | 1880               | 1890               | 1900               | 1910               | 1921               | 1931               | 1948               | 1953               | 1961               | 1971               | 1981               | 1991               | 2001               | 2011               |
| 0                  | 0                  | 0                  | 0                  | 0                  | 0                  | 0                  | 0                  | 149                | 108                | 84                 | 41                 | 23                 | 19                 | 9                  | 10                 |

## Nevezetességei
Mihály arkangyal tiszteletére szentelt római katolikus kápolnája. A zdenkovaci plébánia filiája.